# She's a Mystery to Me
She's a Mystery to Me è la sesta canzone dell'album Mystery Girl e terzo singolo di Roy Orbison uscito nel 1989, il cui titolo prende spunto da questa canzone.
La canzone è stata scritta per Orbison da Bono e The Edge degli U2, ed è stata anche suonata per una volta durante lo ZooTv Tour. e poi nel Live Under the Brooklyn Bridge, 22/10/2004.

## Tracce
| 5" CD: Virgin UK (VSCDT1173) | 5" CD: Virgin UK (VSCDT1173)   | 5" CD: Virgin UK (VSCDT1173) |
| No.                          | Titolo                         | Durata                       |
| ---------------------------- | ------------------------------ | ---------------------------- |
| 1.                           | "She's a Mystery to Me"        | 4:14                         |
| 2.                           | "Dream Baby" (Live)            | 2:58                         |
| 3.                           | "Crying" (featuring K.D. Lang) | 3:44                         |

La canzone ricevette critiche positive dai critici musicali diventando la canzone più famosa dell'album.
Il video musicale è stato diretto da David Fincher in 2 versioni e trasmessi su MTV nel 1989.